# Reheem Hayles
Reheem Hayles (* 9. März 2001) ist ein jamaikanischer Sprinter, der sich auf den 400-Meter-Lauf spezialisiert hat.

## Sportliche Laufbahn
Erste internationale Erfahrungen sammelte Reheem Hayles, der in Springfield Gardens, New York aufwuchs und Studien an der North Carolina Agricultural and Technical State University sowie an der University of Florida absolvierte, bei den U23-NACAC-Meisterschaften 2023 in San José, bei denen er in 46,69 s den fünften Platz über 400 Meter belegte und mit der jamaikanischen 4-mal-400-Meter-Staffel in 3:02,44 min die Goldmedaille gewann. Im Jahr darauf startete er mit der Mixed-Staffel über 4-mal 400-Meter bei den Olympischen Sommerspielen in Paris und belegte dort in 3:11,67 min den fünften Platz.

## Persönliche Bestleistungen
- 200 Meter: 20,71 s (0,0 m/s), 25. März 2023 in Columbia
  - 200 Meter (Halle): 21,02 s, 23. Februar 2023 in Virginia Beach
- 400 Meter: 44,81 s, 7. Juni 2023 in Austin
  - 400 Meter (Halle): 45,95 s, 10. Februar 2023 in Clemson